# Geranylnitril
Geranylnitril of geranonitril is een nitril afgeleid van geraniol. Het is een kleurloze tot gele vloeistof en ze heeft een intense, fruitige citroenachtige geur. Het is een mengsel van twee cis- en trans-isomeren (E- en Z-isomeer).

## Toepassingen
Omdat ze stabieler is dan andere citrusgeuren zoals citral, werd geranylnitril gebruikt als geurstof om een citrusgeur te geven aan huishoudproducten zoals toiletreinigers of schoonmaakmiddelen. Ze heeft een lage acute toxiciteit. Maar bij proeven op zoogdieren is gebleken dat de stof mutageen is, en derhalve is het te verwachten dat het gebruik ervan sterk zal worden beperkt of helemaal verboden. Een samenstelling op basis van citronellylnitril zou als vervanger kunnen fungeren.